# 18. ročník udílení Zlatých glóbů
18. ročník udílení Zlatých glóbů se konal 16. března 1961 v hotelu Beverly Hilton v Los Angeles. Asociace zahraničních novinářů v Hollywoodu vyhlásila nominace 8. února. Nejvíce cen posbírala komedie Billyho Wildera Byt, která ze čtyř nominací získala tři Glóby. Historický velkofilm Spartakus získal nejvíce nominací, a to šest. Cenu si odnesl pouze za nejlepší film (drama). Jack Lemmon získal druhý rok za sebou cenu za nejlepšího herce (komedie/muzikál). Rok předtím to bylo za komedii Někdo to rád horké.

## Vítězové a nominovaní

### Filmové počiny

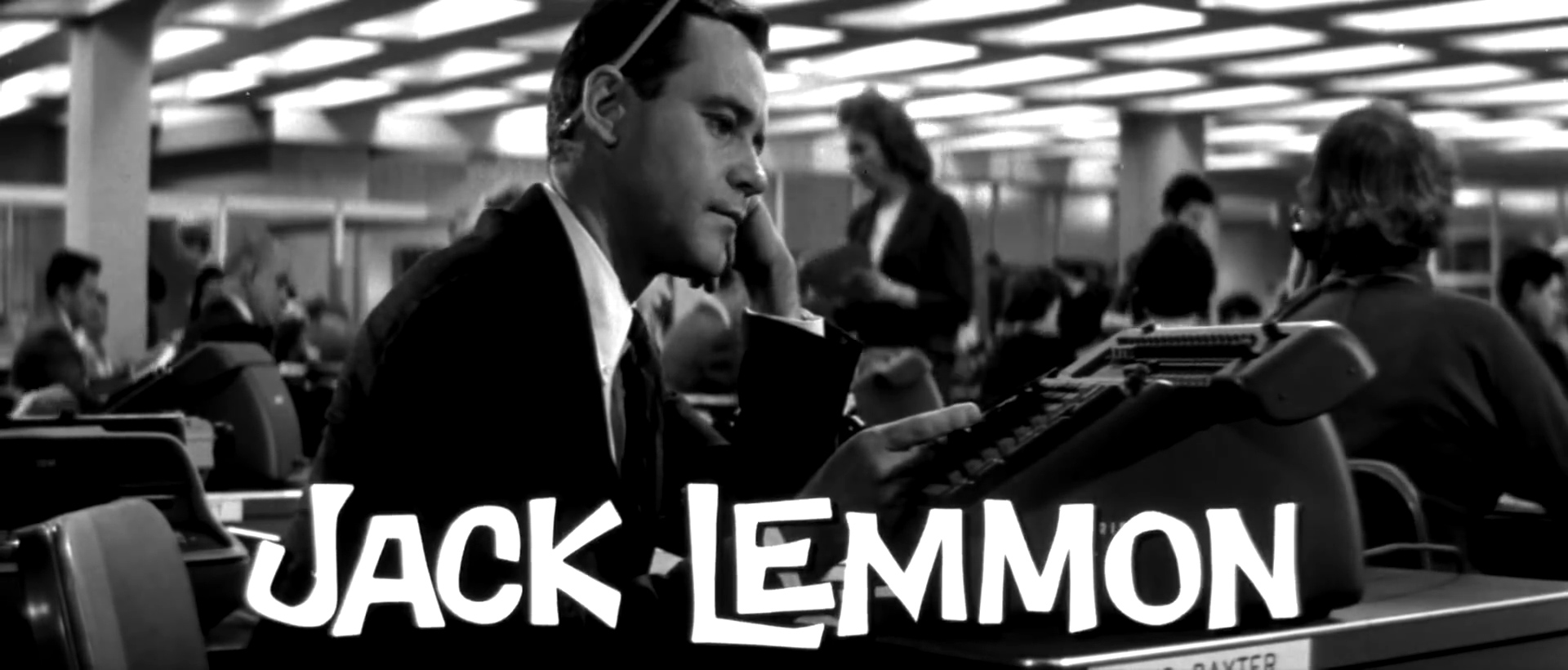
Nejlepší komediální herec Jack Lemmon

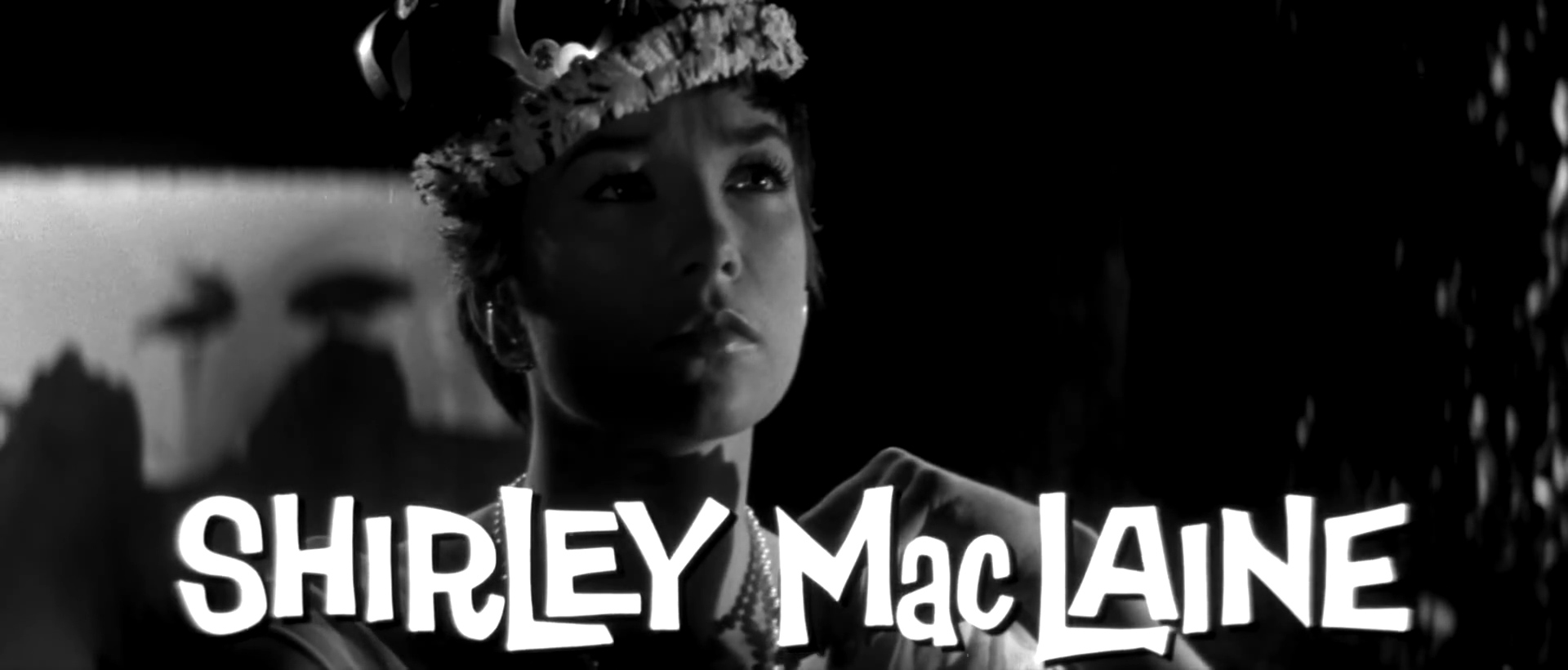
Nejlepší komediální herečka Shirley MacLaine

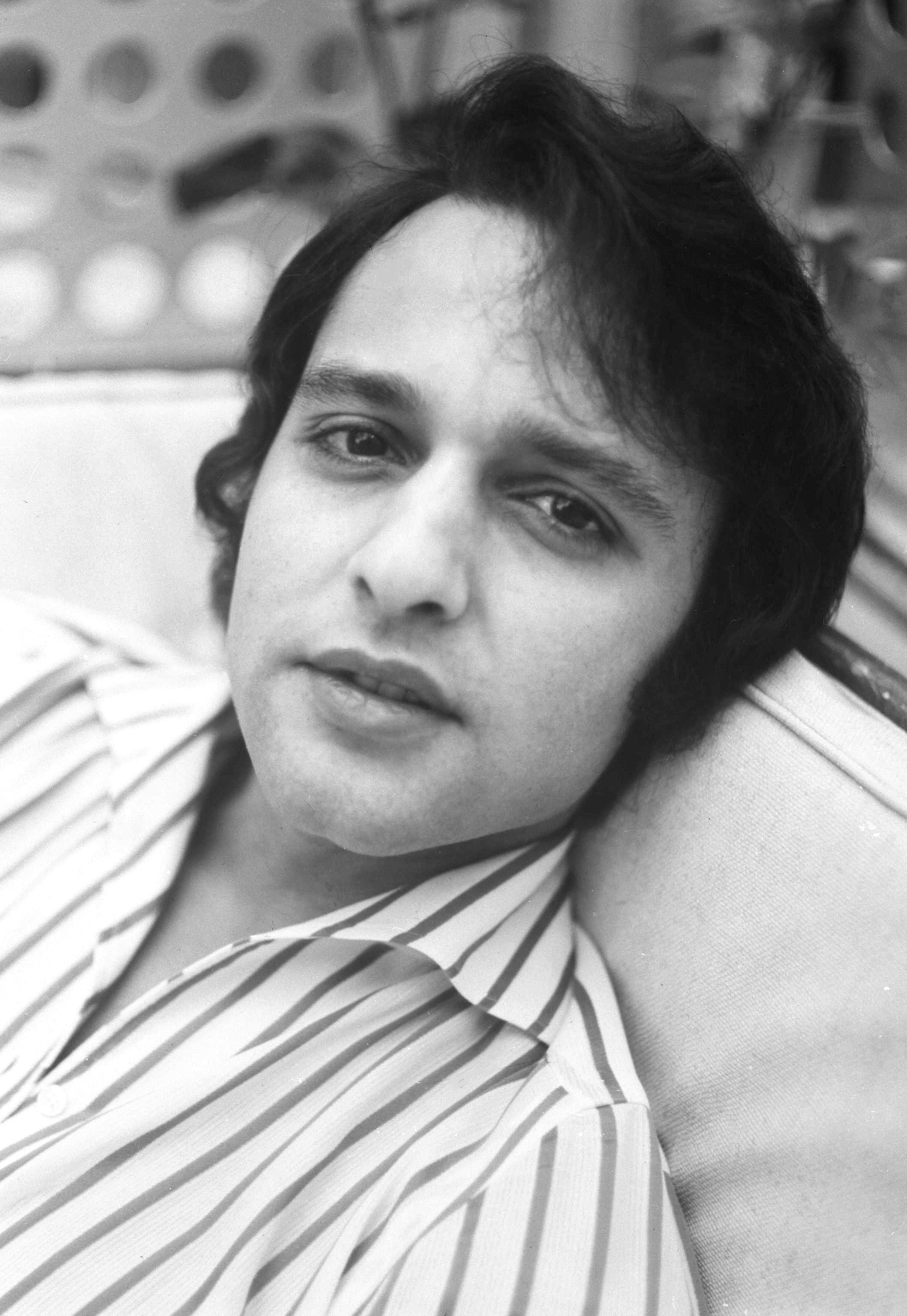
Nejlepší vedlejší herec Sal Mineo

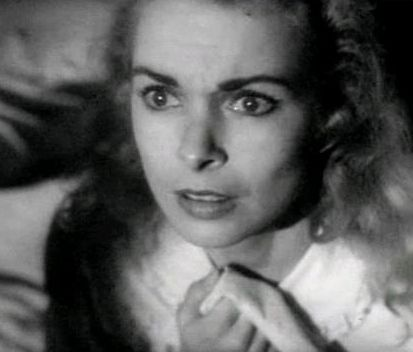
Nejlepší vedlejší herečka Janet Leigh

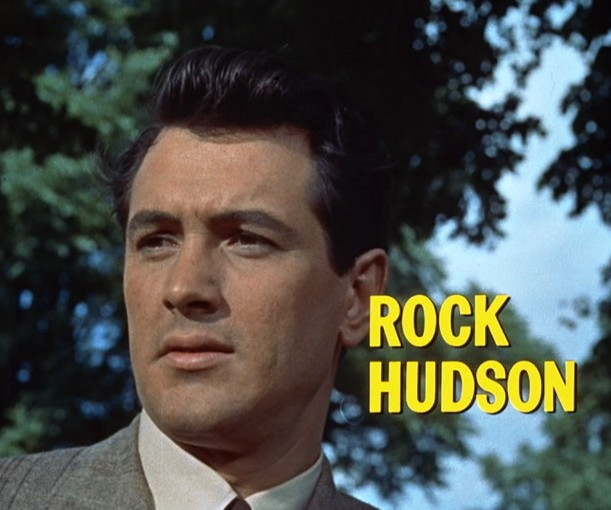
Rock Hudson získal třetí rok za sebou cenu Henrietta

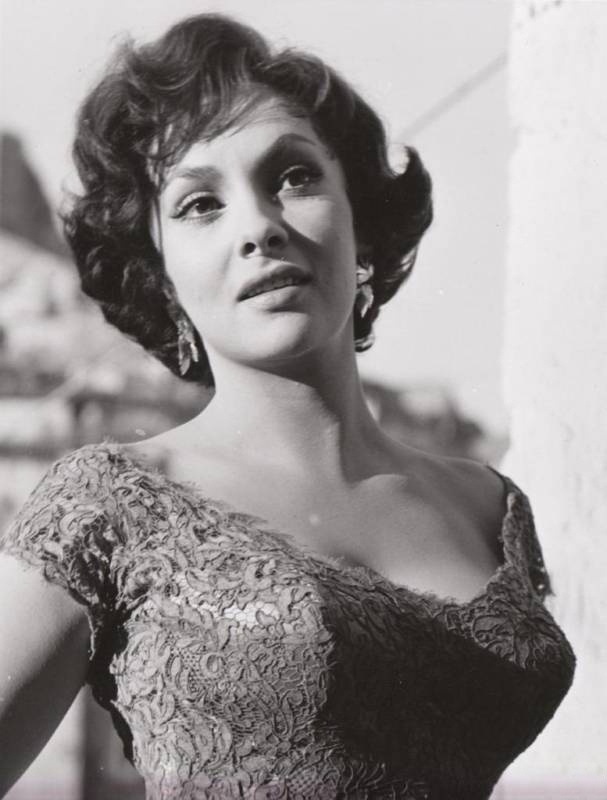
Nositelka ceny Henrietta za oblíbenou herečku Gina Lollobrigida, foto: Ivo Bulanda

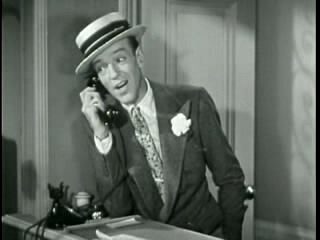
Laureát ceny Cecila B. DeMilla Fred Astaire

#### Nejlepší film (drama)
- Spartakus – producent Edward Lewis
- Elmer Gantry – producent Bernard Smith
- Kdo seje vítr – producent Stanley Kramer
- Sons and Lovers – producent Jerry Wald
- Sunrise At Campobello – producent Dore Schary

#### Nejlepší film (komedie)
- Byt – producent Billy Wilder
- Fakta života – producent Norman Panama
- Tráva je zelenější – producent Stanley Donen
- It Started In Naples – producent Jack Rose
- Náš člověk v Havaně – producent Carol Reed

#### Nejlepší film (muzikál)
- Song Without End – producent William Goetz
- Bells Are Ringing – producent Arthur Freed
- Kankán – producent Jack Cummings
- Pojď, budeme se milovat – producent Jerry Wald
- Pepe – producent George Sidney

#### Nejlepší režie
- Jack Cardiff – Sons and Lovers
- Richard Brooks – Elmer Gantry
- Stanley Kubrick – Spartakus
- Billy Wilder – Byt
- Fred Zinnemann – The Sundowners

#### Nejlepší herečka (drama)
- Greer Garson – Sunrise At Campobello
- Doris Day – Midnight Lace
- Nancy Kwan – The World Of Suzie Wong
- Jean Simmons – Elmer Gantry
- Elizabeth Taylor – Telefon Butterfield 8

#### Nejlepší herečka (komedie / muzikál)
- Shirley MacLaine – Byt
- Lucille Ball – Fakta života
- Capucine – Song Without End
- Judy Holliday – Bells Are Ringing
- Sophia Loren – It Started In Naples

#### Nejlepší herec (drama)
- Burt Lancaster – Elmer Gantry
- Trevor Howard – Sons and Lovers
- Laurence Olivier – Spartakus
- Dean Stockwell – Sons and Lovers
- Spencer Tracy – Kdo seje vítr

#### Nejlepší herec (komedie / muzikál)
- Jack Lemmon – Byt
- Dirk Bogarde – Song Without End
- Cantinflas – Pepe
- Cary Grant – Tráva je zelenější
- Bob Hope – Fakta života

#### Nejlepší herečka ve vedlejší roli
- Janet Leigh – Psycho
- Ina Balin – Z terasy
- Shirley Jones – Elmer Gantry
- Shirley Knight – The Dark At the Top Of the Stairs
- Mary Ure – Sons and Lovers

#### Nejlepší herec ve vedlejší roli
- Sal Mineo – Exodus
- Lee Kinsolving – The Dark At the Top Of the Stairs
- Ray Stricklyn – The Plunderers
- Woody Strode – Spartakus
- Peter Ustinov – Spartakus

#### Nejlepší hudba
- Dimitri Tiomkin – Alamo
- Ernest Gold – Exodus
- John E. Green – Pepe
- Alex North – Spartakus
- George Duning – The World Of Suzie Wong

#### Objev roku – herečka
- Ina Balin – Z terasy
- Nancy Kwan – The World Of Suzie Wong
- Hayley Mills – Pollyanna
- Jill Hayworth – Exodus
- Shirley Knight – The Dark At the Top Of the Stairs
- Julie Newmar – The Marriage-Go-Round

#### Objev roku – herec
- Michael Callan – Because They're Young
- Mark Damon – The Fall Of the House Of Usher
- Brett Halsey – Desire In the Dust
- Peter Falk – Murder, Inc.
- David Janssen – Hell To Eternity
- Robert Vaughn – Sedm statečných

#### Mezinárodní cena Samuela Goldwyna (za nejlepší zahraniční film)
- Pote tin Kyriaki – režie Jules Dassin, Řecko (první místo – cena Samuela Goldwyna)
- Soudní procesy s Oscarem Wildem – režie Ken Hughes, Velká Británie (druhé místo – cena Zlatý glóbus)
- La vérité – režie Henri-Georges Clouzot, Francie (druhé místo – cena Zlatý glóbus)
- Pramen panny – režie Ingmar Bergman, Švédsko (druhé místo – cena Zlatý glóbus)
- Hněvivé ticho – režie Guy Green, Velká Británie (nominace)
- Balada o vojákovi – režie Grigorij Čuchraj, Sovětský svaz (nominace)
- La casa del ángel – režie Leopoldo Torre Nilsson, Argentina (nominace)
- Hirošima, má láska – režie Alain Resnais, Francie (nominace)
- Kápo – režie Gillo Pontecorvo, Itálie (nominace)
- Macario – režie Roberto Gavaldón, Mexiko (nominace)
- Melodie slávy – režie Ronald Neame, Velká Británie (nominace)
- Hlas krve – režie Satyajit Ray, Indie (nominace)

#### Nejlepší film podporující porozumění mezi národy
- Hand In Hand – režie Philip Leacock
- Conspiracy Of Hearts – režie Ralph Thomas

### Televizní počiny
- animátoři Joseph Barbera & William Hanna
- seriál Perry Mason
- seriál Bell Telephone Hour
- seriál Hong Kong
- herec Walter Cronkite

### Zvláštní ocenění

#### Zvláštní cena
- Stanley Kramer – Kdo seje vítr za souvislou uměleckou celistvost
- Fred Zinnemann – The Sundowners za zásluhy v autenticitě a charakterizaci
- Cantinflas – za excelentní výkon v komedii

#### Henrietta Award (Oblíbenci světového filmu)
- herečka Gina Lollobrigida
- herec Tony Curtis
- herec Rock Hudson

#### Cena Cecila B. DeMilla
- Fred Astaire